# 西敏公爵夫人奧莉薇亞·格羅夫納
西敏公爵夫人奧莉薇亞·格蕾絲·格羅夫納（英語：Olivia Grace Grosvenor, Duchess of Westminster，舊姓亨森（Henson），1992年9月1日—）是一名英國貴族。2024年6月，她與第七代西敏公爵休·格羅夫納結婚，並成為西敏公爵夫人。

## 早年生活和家庭
奧莉薇亞·格蕾絲·亨森於1992年9月1日出生於倫敦，父親魯珀特·科尼利厄斯·布魯克·亨森（Rupert Cornelius Brooke Henson）是一名銀行家，母親卡羅琳·貝琳達·弗里斯比（Caroline Belinda Frisby）是C. Hoare & Co.銀行創始人理查德·霍爾爵士的後裔。她的外曾祖母是傑拉爾丁·瑪麗安娜·霍爾夫人（Lady Geraldine Mariana Hoare），奧古斯塔斯·埃爾韋勳爵的女兒，第五代拉特蘭公爵約翰·曼納斯的曾孫女。亨森的曾叔祖父亨利·佩雷格林·霍爾（Henry Peregrine Hoare）的第一任妻子安妮·埃伯里夫人是弗朗西斯·格羅夫納的母親，弗朗西斯·格羅夫納是第八代威爾頓伯爵，亨森丈夫的附屬頭銜西敏侯爵的推定繼承人。

## 教育和職業生涯
亨森曾就讀於牛津的一所私立學校龍學校，之後與尤金妮郡主一起進入威爾特郡的一所寄宿學校馬爾伯勒學院。她畢業於都柏林三一學院，獲得西班牙研究和義大利語學位。亨森在永續食品和飲料行業工作。2019年起，她在倫敦的一家道德食品生產公司Belazu工作，此前也曾為壓榨果汁公司Daily Dose等公司工作。

## 個人生活
2023年4月，亨森宣布與第七代西敏公爵休·格羅夫納訂婚。在交往近兩年後，後者在他的家族莊園伊頓莊園向她求婚。公爵與英國王室關係密切；他是查爾斯三世的教子，也是威爾斯的喬治王子和薩塞克斯的亞契王子的教父。
2024年6月7日，這對新人在切斯特座堂舉行了婚禮。亨森在婚禮上佩戴了法貝熱1906年製作的格羅夫納鑽石頭飾。她的新娘禮服上的刺繡設計採用了她的曾曾祖母傑拉爾丁·瑪麗安娜·埃爾韋夫人（Lady Geraldine Mariana Hervey）在1898年結婚時佩戴的約1880年面紗上的花卉圖案和鑲邊。
威爾斯親王威廉在他們的婚禮上擔任司儀。賓客包括尤金妮郡主和利奇菲爾德伯爵夫人萊奧諾拉·安森。儀式由切斯特院長蒂姆·斯特拉特福主持，切斯特主教馬克·坦納進行了佈道。當這對新人離開大教堂走向等候的汽車時，兩名停止石油的成員造成了混亂。
2025年7月27日，他們的女兒科西瑪·弗洛倫斯·格羅夫納女勳爵出生。